# Ángel Velasco Marugán
Ángel Velasco Marugán (ur. 16 maja 1986 w Segowii) – hiszpański futsalista, zawodnik z pola, gracz FC Barcelony i reprezentacji Hiszpanii.

## Sukcesy

### Klubowe
- UEFA Futsal Cup (2): 2012, 2014
- Mistrzostwo Hiszpanii (4):2004/2005, 2010/2011, 2011/2012, 2012/2013
- Puchar Hiszpanii (3): 2011, 2012, 2013
- Copa del Rey: 2011

### Reprezentacyjne
- Mistrzostwo Europy (2): 2010, 2012